# Eriopus deflexus
Eriopus deflexus là một loài Rêu trong họ Hookeriaceae. Loài này được Müll. Hal. mô tả khoa học đầu tiên năm 1874.